# MCHC
Średnie stężenie hemoglobiny w erytrocytach (ang. mean corpuscular hemoglobin concentration, MCHC) – wskaźnik odzwierciedlający średnie stężenie hemoglobiny w jednostkowej objętości krwinek czerwonych. Norma wynosi 32–36 g/dl. Jest pomocny w różnicowej diagnostyce niedokrwistości.
Oblicza się go ze wzorów:
- MCHC [nmol/l] = Hb [mmol/l] / hematokryt [l/l]
- MCHC [g/dl]= Hb [g/dl] × 100 / hematokryt [%]

Wartość parametru MCHC wzrasta w pewnych dziedzicznych defektach budowy erytrocytu (na przykład w sferocytozie), częściej natomiast towarzyszy ciężkim, przedłużającym się stanom odwodnienia organizmu. Potocznie można powiedzieć, że wzrost MCHC świadczy o „zagęszczeniu” hemoglobiny we krwi. Odwrotnie, spadek wartości tego parametru może świadczyć o „rozcieńczeniu” krwi i jest obecny w stanach przewodnienia organizmu. Spadek MCHC może także świadczyć o niedokrwistości (anemii) wynikającej z niedoborów żelaza. Jest on wtedy spowodowany spadkiem syntezy hemoglobiny; w wynikach morfologii widoczne więc będzie przede wszystkim obniżenie się właśnie poziomu hemoglobiny oraz zwykle również ilości erytrocytów.